# The Grand Design
The Grand Design je páté album od rakouské kapely Edenbridge.

## Seznam skladeb
1. „Terra Nova“ - (07:09)
2. „Flame of Passion“ - (05:22)
3. „Evermore“ - (03:47)
4. „The Most Beautiful Place“ - (03:09)
5. „See You Fading Afar“ - (04:46)
6. „On Top of The World“ - (05:05)
7. „Taken Away“ - (04:14)
8. „The Grand Design“ - (10:17)
9. „Empire of the Sun“ (Bonus Track) - 05:23